# 志學社
株式会社志學社（しがくしゃ）は、日本の出版社。所在地は東京都台東区秋葉原。2007年11月設立。人文科学・社会科学を中心に学術図書及び一般書を刊行している。志學社の社名は、「吾十有五而志干學」（論語為政）に由来する。

## 主な発行物
- 末次俊之 編『第二次 安倍政権の光と影』(2021年）
- 日本臨床政治学会[2] 監修『講座 臨床政治学』第1 - 9巻（- 2021年）
- 臼井実稲子・奥迫元・山本武彦 編『経済制裁の研究』（2017年）
- 山本武彦 監修『現代国際関係学叢書』
  - 第1巻（『国際組織・国際制度』、2017年）
  - 第2巻（『軍縮・軍備管理』、2017年）
  - 第5巻（『国際関係の争点』、2019年）
- 本多正『現代に伝えたい私の「満洲」』（2014年）
- チャールズ・E・メリアム（森眞沙子 訳）『デモクラシーとは何か』（2017年）